# Capela de Nossa Senhora das Dores
A Capela Nossa Senhora das Dores do Monte Calvário, também conhecida como Capela de Nossa Senhora das Dores é uma capela localizada em Ouro Preto, Brasil.
A construção da capela foi fundada no terreno doado pela Irmandade do Santíssimo Sacramento de Antônio Dias, foi iniciativa da Irmandade de Nossa Senhora das Dores do Calvário, constituída em 1768 na Matriz de Antônio Dias, por membros da Irmandade Dolorosa de Braga, que residiam em Vila Rica.

## História

### Capela original
A primeira Capela de Nossa Senhora das Dores do Calvário foi construída no final do século XVIII, toda em pau-a-pique, por iniciativa da Irmandade das Dores do Calvário. O terreno da Capela foi cedido pela Irmandade do Santíssimo Sacramento de Antônio Dias. A primitiva Capela teve sua construção autorizada em 1775 e iniciada em 1783 por um arquiteto desconhecido em um lugar onde antes situava um cemitério.
Devido a falta de documentação, não há registros sobre as fases de construção, autoria e responsabilidade de execução do projeto. Todavia, sabe-se apenas que a obra foi concluída em 1788.

### Capela atual
A Capela atual tem sua estrutura toda em pedra e foi erguida no mesmo local que a original. Sua construção data 1835, entretanto apenas em meados do século XIX que adquiriu a configuração da fachada atual.
A entidade patrocinadora e responsável por sua obra foi uma confraria que após 1863 passou a Ordem Terceira. Sabe-se também que o governo provincial da época doou verbas para a execução de obras da Capela.